# Sviataïa Anna

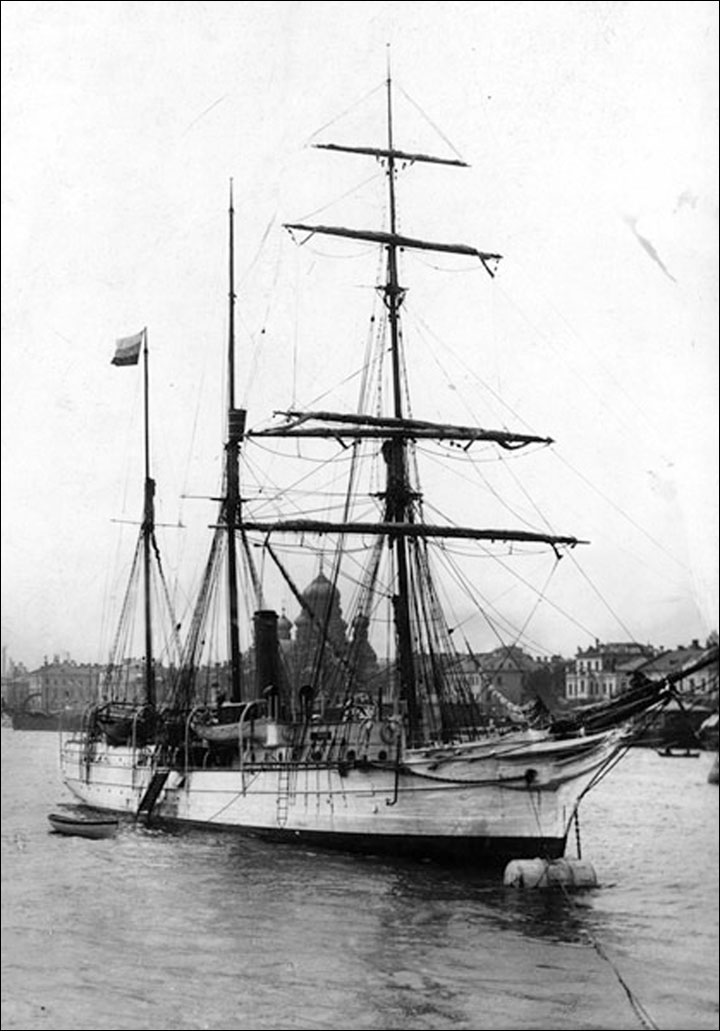
La Svyataya Anna avant le départ pour son dernier voyage.

La Sviataïa Anna (en russe : Святая Анна) est un navire russe lancé en Angleterre en 1867.

## Histoire
Premier navire à traverser le canal de Suez, il a été vendu en 1881 et rebaptisé Pandora II. En 1890, il est de nouveau cédé et devient le Blencathra. Il participe alors à des expéditions vers la côte nord de la Russie.
Gueorgui Broussilov l'achète en 1912 pour son expédition dans l'Arctique à la recherche d'un passage au Nord de la Russie. Il le rebaptise alors Sviataïa Anna. Coincé dans la glace, le navire disparait à tout jamais. Seuls deux membres de l'expédition, Valerian Albanov et Alexandre Konrad, ont survécu.

### Construction
D'abord nommé le Newport, il est commandé au Pembroke Dockyard le 17 septembre 1860 mais après diverses interruptions, n'est lancé que le 20 juillet 1867. Il est équipé d'une machine à vapeur des frères Laird à deux cylindres horizontaux uniques entraînant une seule vis et développant 325 chevaux (242 kW).

### Mise en service
Le navire est mis en service en avril 1868 sous le commandement de George Nares lors d'une mission sur les côtes méditerranéennes. En 1869, toujours sous les ordres de Nares, il est le tout premier navire à emprunter le canal de Suez bien qu'officiellement ce rôle était confié à L'Aigle. De nuit, tous feux éteints, au milieu des navires en attente, le HMS Newport franchit le canal. À l'aube, les Français ne peuvent que constater que la Royal Navy les a devancés.
Nares reçoit une réprimande officielle et en même temps un vote de grâce de l'Amirauté pour avoir fait primer les intérêts britanniques.

### LaPandora IIpuis laBlencathra
Allen Young achète le navire en mai 1881 et lui donne le nom de son premier vaisseau, le Jeannette. Il le revend en 1890 à F W Leyborne-Popham qui l'utilise comme yacht et le rebaptise Blencathra. Leyborne-Popham nomme Joseph Wiggins capitaine du navire et voyage en 1893 dans la mer de Kara et sur le fleuve Ienisseï. Il transporte aussi des rails pour le transsibérien de l'Ienisseï jusqu'à Krasnoïarsk.
En 1897, Leyborne-Popham revend le navire au major Andrew Coats qui, en compagnie de William Speirs Bruce, effectue un long voyage de chasse dans les eaux arctiques autour de la Nouvelle-Zemble et du Spitzberg.

### L'expédition Brusilov
Le navire disparaît au cours de l'expédition Brusilov.
Il comptait une femme à bord, la religieuse Erminia Alexandrovna Jdanko.